# Uggarde rojr

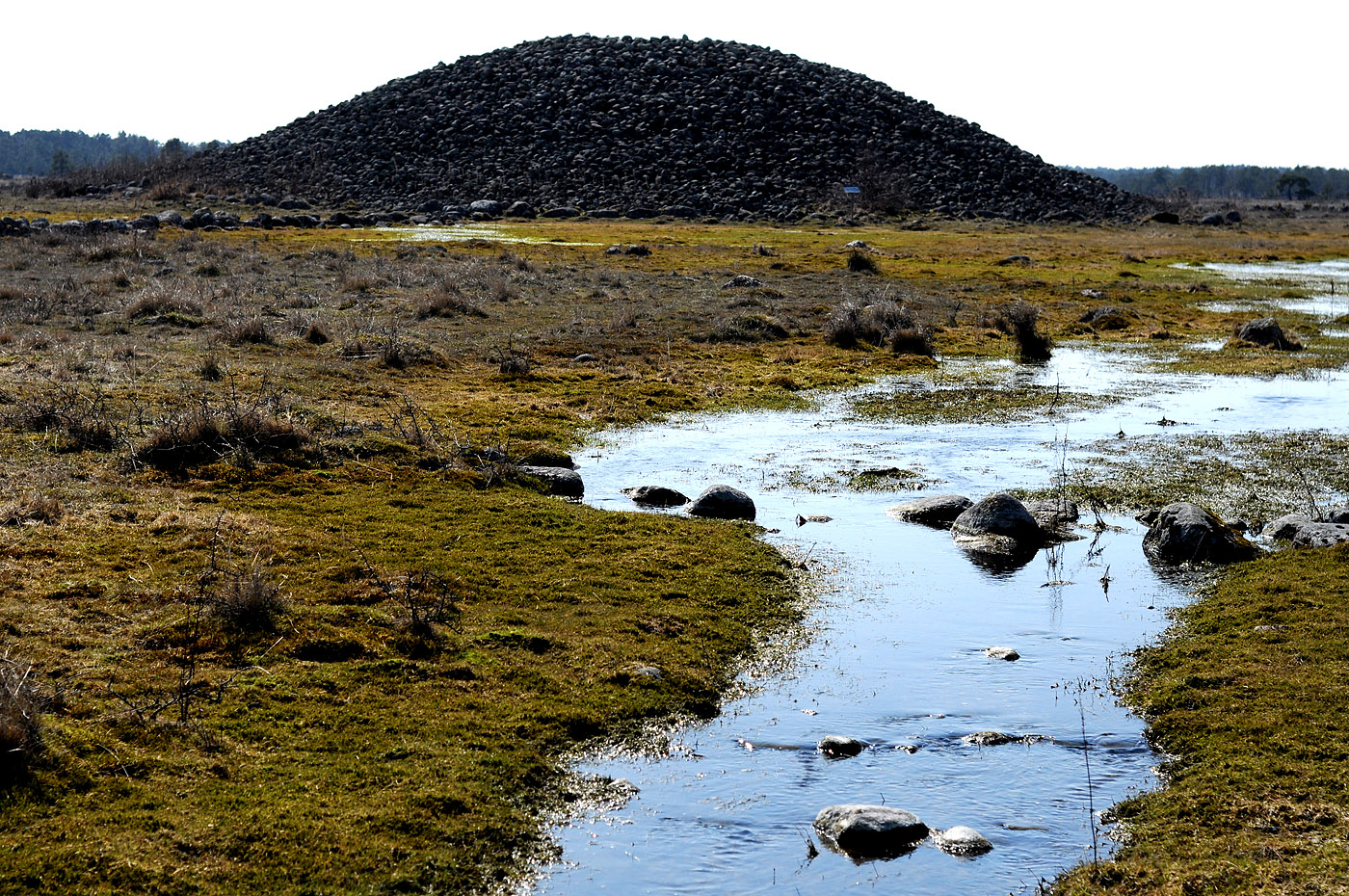
Uggarde rojr

Die Uggarde rojr (auch Uggårda rojr) ist das höchste Steinhügelgrab (Röse) auf der schwedischen Insel Gotland. Es liegt zwischen der Kirche von Rone und Ronehamn im Norden des Gansviken nahe der Südspitze Gotlands.

## Beschreibung
Der bronzezeitliche (1800–500 v. Chr.) Steinhügel hat einen Durchmesser von fünfzig und eine Höhe von sieben Metern. Damit gehört er zu den so genannten Storrösen, von denen sich etwa 400 Exemplare auf Gotland finden. Um den Steinhügel verläuft ein Kreis aus verhältnismäßig großen Blöcken. In der Nähe liegen einige weitere Röser.
Die Röse wurde etwa 250 m von der damaligen Strandlinie entfernt errichtet. Heute befindet sie sich wegen der Landhebung, etwa einen Kilometer von der Küste entfernt.
Die hauptsächlich aus Feldsteinen aufgeworfene Röse wurde bisher nicht untersucht. Bei 2009 durchgeführten Ausgrabungen in ihrem Umfeld wurden unter anderem Tierknochen, Steinabschläge und Siedlungsspuren entdeckt.
Die Angantyrs rojr und die Lejsturojr sind Rösen bei Rone bzw. Ronehamn.
Nach der Fundstätte wurde der 1993 entdeckte Asteroid (10807) Uggarde benannt.